# Heiner Vischer
Heiner Vischer (* 14. Oktober 1956 in Basel) ist ein Schweizer Biologe und Politiker (LDP).

## Leben
Aufgewachsen ist er in Basel und Riehen. Nach der Matura am Realgymnasium Basel studierte er Biologie an der Universität Basel und schloss dieses 1984 mit dem Diplom ab. 1988 wurde er promoviert und hatte Studienaufenthalte im Zeitraum von 1986 bis 1992 an der University of California, San Diego. Von 1992 bis 2000 folgten verschiedene Post-Doc-Forschungsprojekte in den Vereinigten Staaten und am Biozentrum und Zoologischen Institut der Universität Basel. 2001 gründete er in Basel eine Biotechfirma.
Vischer ist seit 2007 Mitglied des Kantonsparlaments (Grossrat) des Kantons Basel-Stadt. Vom 1. Februar 2019 bis am 31. Januar 2020 war er Grossratspräsident.
Vischer ist Präsident oder Mitglied des Stiftungsrates diverser Stiftungen und setzt sich für ökologische und kulturelle Anliegen ein. Er ist im Vorstand des Förderervereins der basel sinfonietta und Akademierat sowie Vizepräsident der Stiftung zur Förderung der Musikakademie Basel.
Vischer ist Alt-Mitglied des Schweizerischen Zofingervereins und Vorgesetzter E.E. Zunft zum Schlüssel.